# Onore (Lombardei)
Onore ist eine italienische Gemeinde mit 938 Einwohnern (Stand 31. Dezember 2023) in der Provinz Bergamo, Region Lombardei.

## Geographie
Onore liegt 35 km nordöstlich der Provinzhauptstadt Bergamo und 80 km nordöstlich der Metropole Mailand. Die Nachbargemeinden sind Castione della Presolana, Fino del Monte und Songavazzo.

## Sehenswürdigkeiten
- Die Pfarrkirche Santa Maria Assunta wurde im Laufe des 16. Jahrhunderts auf dem Boden einer früheren Kultstätte erbaut. Sie wurde 1721 durch Andrea Fantoni neu aufgebaut. Die Kirche enthält zahlreiche wertvolle Kunstwerke.

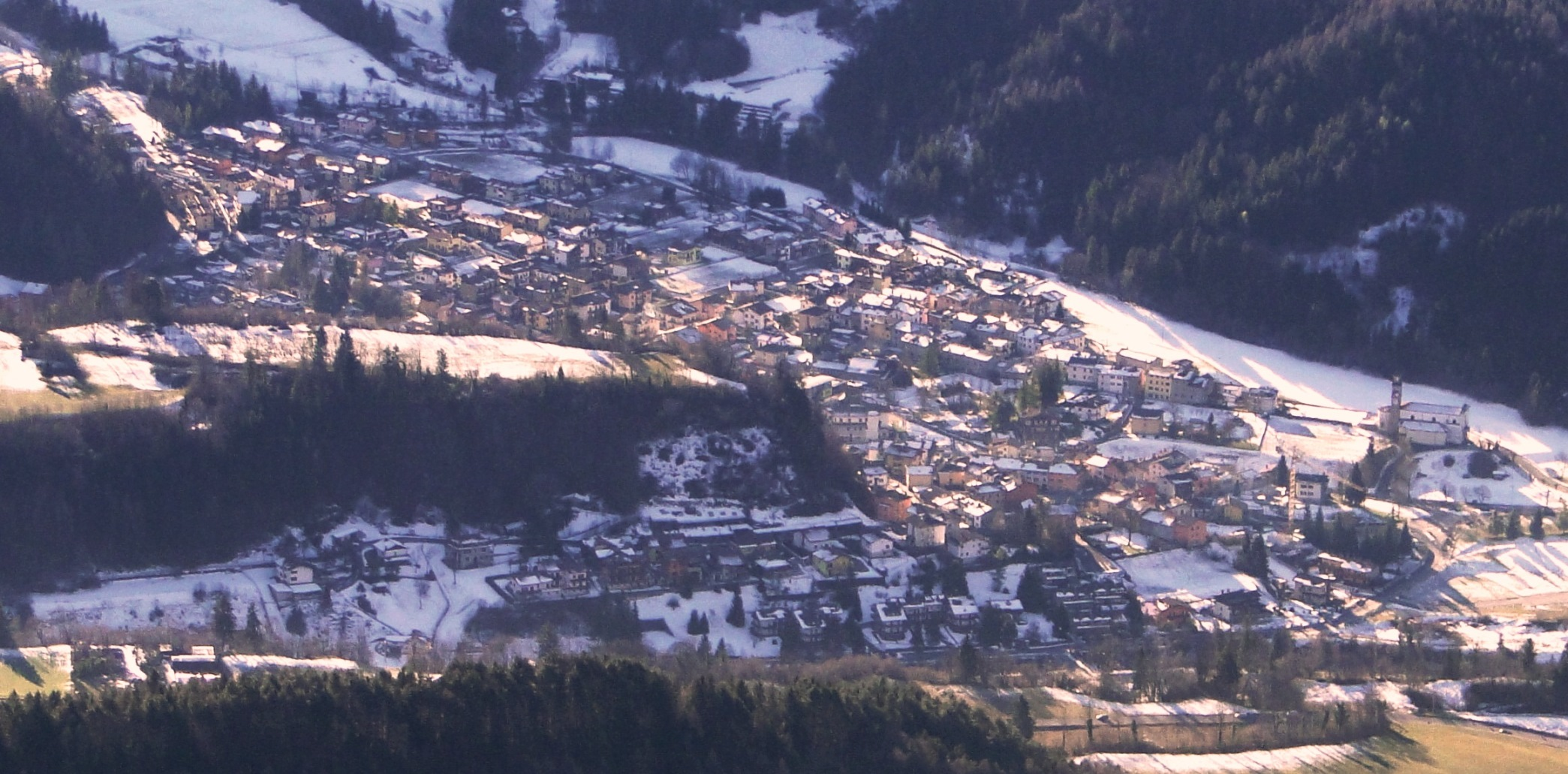
Onore
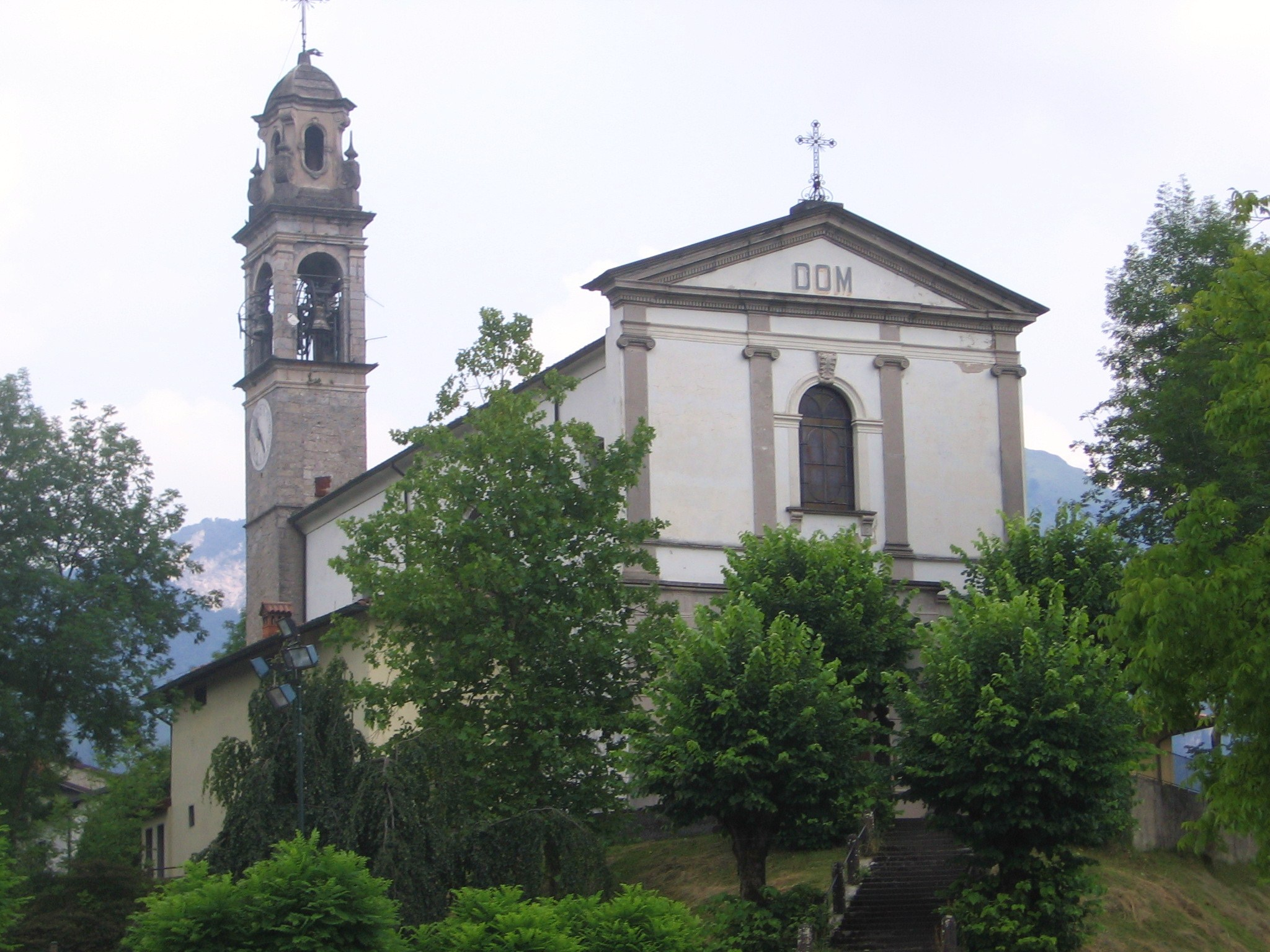
Pfarrkirche Santa Maria Assunta
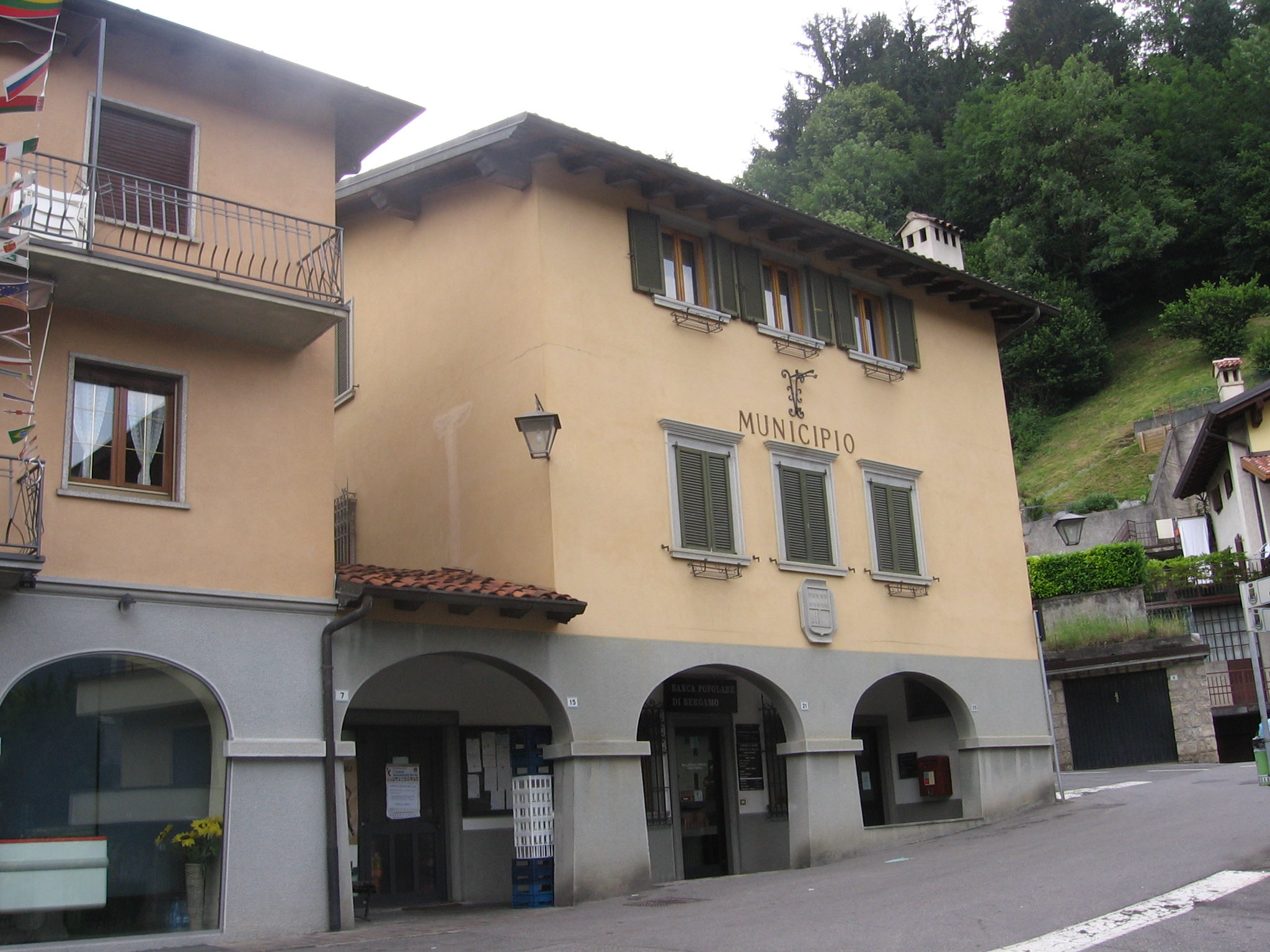
Rathaus